# Malodorante
Las llamadas armas malolientes o  «malodorantes» (en inglés malodorant, antónimo de deodorant o desodorante), son compuestos químicos extremadamente malolientes usados como arma aturdidora para incapacitar temporalmente a sus víctimas. Los ataques con armas malolientes afectan a los nervios olfativos y a los lagrimales. En ausencia de complicaciones, se trata de armas no letales que pueden violar las convenciones contra armas químicas.
Las armas malolientes se componen generalmente de dos ingredientes al menos: la sustancia fétida en sí y un portador/reforzador, como puede ser el agua, lanzada a presión por medio de un cañón.

## Sustancias malolientes usadas como arma
- Compuestos organosulfurados.
- Escatol, un reforzador del olor.
- Tioacetona.
- Composiciones biológicas como en el Skunk israelí.[3]

## Síntomas comunes al utilizar malodorantes sobre una persona
- Náusea inmediata.
- Vómitos.
- Distintos niveles de malestar.[1]